# Шукшин, Василий Макарович
Васи́лий Мака́рович Шукши́н (25 июля 1929[…], Сростки — 2 октября 1974[…], Клетская, Волгоградская область) — советский киноактёр, кинорежиссёр, сценарист и писатель; заслуженный деятель искусств РСФСР (1969), лауреат Ленинской премии (1976 — посмертно), Государственной премии СССР (1971) и Государственной премии РСФСР имени братьев Васильевых (1967). Член КПСС с 1955 года.

## Биография

### Детство и юность в Сибири
Василий Шукшин родился 25 июля 1929 года в Алтайском селе Сростки в крестьянской семье. Его отец, Макар Леонтьевич Шукшин (1912—1933), работал в колхозе «Пламя коммунизма», был арестован на основании 58-й статьи в числе прочих участников «антиколхозного заговора» и расстрелян решением особой тройки при ПП ОГПУ по Запсибкраю, реабилитирован посмертно в 1956 году. Дед по отцу Леонтий Павлович Шукшин (1882—1960). Мать, Мария Сергеевна (в девичестве Попова; во втором браке — Куксина, 14 октября 1909 — 17 января 1979), взяла на себя все заботы о семье. Сестра — Наталья Макаровна Шукшина (16 ноября 1931 — 10 июля 2005). После ареста отца и до получения паспорта Шукшин именовался по материнской фамилии Василием Поповым. Местные активисты после ареста отца хотели выселить семью из дома, но мать не подчинилась, и активистам пришлось отступить.

### Образование и работа
В 1943 году Шукшин окончил семилетку в селе Сростки и поступил в Бийский автомобильный техникум. Учился там два с половиной года, однако техникум не окончил. Вместо этого в 1945 году пошёл работать в колхоз в селе Сростки. В колхозе проработал недолго, в 1946 году покинул родное село.
В 1947—1949 годах Шукшин работал слесарем на нескольких предприятиях треста «Союзпроммеханизация»: на строительстве турбинного завода в Калуге, на тракторном заводе во Владимире.

### Военная служба нафлоте
На военную службу Шукшина призвали в 1949 году из посёлка Бутово через Ленинский районный военкомат Московской области. В 1949—1950 годах он служил в переменном составе Учебного отряда Балтийского флота в городе Ломоносове Ленинградской области по воинской специальности радист. С июля 1950 года по декабрь 1952 года старший матрос Шукшин проходил службу в третьем морском радиоотряде Черноморского флота в Севастополе. На Военно-Морском флоте началась и актёрская (Шукшин участвовал в работе драмкружка при клубе воинской части, а в последний год службы был его руководителем) и литературная деятельность Шукшина — именно там он впервые попытался писать рассказы, которые читал своим сослуживцам. 17 декабря 1952 года был комиссован из флота из-за обнаружившейся язвы желудка и вернулся в село Сростки.
В родном селе Василий Макарович сдал экстерном экзамены на аттестат зрелости в сростинской средней школе № 32. Пошёл работать учителем русского языка и словесности в Сростинской школе сельской молодёжи. Некоторое время был директором этой школы.

### Начало творчества
В 1954 году Шукшин отправился в Москву поступать во ВГИК. Чтобы собрать деньги на дорогу, его мать продала корову. Сначала Шукшин подал документы на сценарный факультет, но затем решил поступать на режиссёрское отделение и окончил его в 1960 году (мастерская Михаила Ромма). Во время учёбы во ВГИКе по совету Ромма Шукшин начал рассылать свои рассказы в столичные издания. В 1958 году в журнале «Смена» был опубликован его первый рассказ «Двое на телеге».

### Актёрская и режиссёрская карьера
Во время учёбы во ВГИКе в 1958 году Шукшин снялся в первой своей главной роли в фильме Марлена Хуциева «Два Фёдора». В своей дипломной работе «Из Лебяжьего сообщают» Шукшин выступил как сценарист, режиссёр и исполнитель главной роли. Актёрская карьера складывалась вполне удачно, Шукшин не испытывал недостатка в предложениях от ведущих режиссёров.

#### 1963—1973 годы
В 1963 году Шукшин начал работать режиссёром на ЦКДЮФ. В том же году в журнале «Новый мир» были опубликованы рассказы «Классный водитель» и «Гринька Малюгин». По их мотивам Шукшин написал сценарий своего первого полнометражного фильма «Живёт такой парень». Съёмки картины начались летом того же года на Алтае и были закончены в 1964 году. В главной роли снялся однокурсник режиссёра по ВГИКу — Леонид Куравлёв. Фильм получил хорошие отклики публики. На режиссёрскую манеру Шукшина, сдержанную и немного простодушную, обратили внимание специалисты.

### Писатель и сценарист
Первая книга Шукшина — «Сельские жители» — вышла в 1963 году в издательстве «Молодая гвардия». Эдварда Кузьмина в журнале «Новый мир» отмечала, что в лучших рассказах книги Шукшин демонстрирует «жизненное чутьё, зоркость, пластичность»: «писатель словно растворён в своих героях, смотрит их глазами».
Василий Шукшин был полон планов, но многим из них так и не суждено было реализоваться. В 1965 году Шукшин начал писать киносценарий о восстании под предводительством Степана Разина, но не получил одобрения Госкино СССР. Впоследствии сценарий был переработан в роман «Я пришёл дать вам волю». Сценарий будущего фильма «Точка кипения» также не получил одобрения в Госкино. Многие годы Василий Макарович совмещал работу над фильмами с писательской деятельностью. Писал он от руки в ученическую тетрадь и обычно по ночам.

Какими только посторонними делами ни обременяла его действительность — и в колхозе-то он работал, и на флоте служил, и в автотехникуме учился, и в школе преподавал, и в фильмах снимался [...] и всё бесконечно мотался вдоль и поперёк нашего государства, пока не упёрся в то справедливое убеждение, что его единственное и естественное предназначение — это литература, что его место — это рабочий стол, что его инструмент — это шариковая авторучка и тетрадка за три копейки.— Вячеслав Пьецух
Глубокое наблюдение о В. М. Шукшине оставила Марина Тарковская:

Столь молчаливым <как Паустовский>, хотя и по другой причине, я помню только Васю Шукшина, которому было важно не столько показать себя, сколько погрузиться в наблюдение.

#### 1973—1974 годы

Могила В. М. Шукшина на Новодевичьем кладбище Москвы

1973—1974 годы стали очень плодотворными для Шукшина. Вышел на экраны его фильм «Калина красная», получивший первый приз ВКФ. Опубликован новый сборник рассказов «Характеры». На сцене ЛАБДТ режиссёром Георгием Товстоноговым готовилась постановка пьесы «Энергичные люди». В 1974 году Шукшин принял приглашение сниматься в новом фильме Сергея Бондарчука. Тем не менее, Шукшина уже давно мучили приступы язвы желудка, которые преследовали его ещё с молодости, когда он страдал из-за пристрастия к алкоголю.
Последние годы жизни после рождения дочерей он не притрагивался к спиртному, но болезнь прогрессировала. Ещё на съёмках «Калины красной» он с трудом приходил в себя после тяжёлых приступов. 
2 октября 1974 года в 3:00 ночи по московскому времени Шукшин скоропостижно скончался на 46-м году жизни во время съёмок фильма «Они сражались за Родину» на теплоходе «Дунай». Мёртвым его обнаружил близкий друг Георгий Бурков. Причиной смерти стал инфаркт миокарда.
Похоронен 7 октября 1974 года в Москве на Новодевичьем кладбище (участок 1, ряд 3). Прощание прошло в Центральном доме кино (с прощальным словом выступили Филипп Ермаш, Сергей Герасимов, Станислав Ростоцкий, Всеволод Санаев, Григорий Александров, Юрий Бондарев).

## Личная жизнь
Первая официальная супруга Шукшина — его односельчанка, школьная учительница Мария Ивановна Шумская (07.1930 — 07.01.2021).
Они познакомились в юности и расписались летом 1955 года, когда Василий Шукшин, 26-летний студент ВГИКа, приехал на первые каникулы из Москвы. «Сказать, что Василий с самого начала не относился к этому браку всерьёз, что сознательно обманул и бросил деревенскую жену, было бы несправедливо, — говорит подруга семьи Шукшиных Анастасия Пряхина. — После регистрации Вася пришёл домой из ЗАГСа один, без Марии. Рванул на себе рубаху и давай восклицать: „Вот это женитьба! Ну и женился!“». Оказалось, что молодые поссорились у дверей ЗАГСа. Мария отказалась ехать с Василием в Москву — её пугала неопределённость и неустроенность будущей московской жизни, она решила остаться со своими родителями и ждать мужа в Сростках. В 1957 году Шукшин из Москвы написал домой письмо о том, что просит развод у Марии, так как полюбил другую женщину. Официального развода с Марией Шумской так и не было. Она не дала согласия на развод, даже несмотря на то, что об этом просила мать Шукшина. Шукшину удалось «нейтрализовать» этот брак, только «потеряв» паспорт.
С 1963 года по 1965 год состоял в отношениях с Викторией Анатольевной Софроновой (21.04.1931—2000), дочерью главного редактора журнала «Огонёк», писателя и драматурга Анатолия Софронова.
- Дочь — Екатерина Васильевна Шукшина[15] (род. 1965), переводчица. Состоит в браке с гражданином ФРГ. Детей нет.

С 1964 года по 1967 год Шукшин состоял в отношениях с актрисой Лидией Александровой (более известна как Лидия Чащина по фамилии её второго мужа; исполнительница роли Насти в фильме «Живёт такой парень»). Отношения, по её утверждению, прекратились из-за многочисленных любовных связей Шукшина и его пристрастия к алкоголю.
В 1964 году на съёмках фильма «Какое оно, море?» Василий Шукшин в возрасте 35 лет познакомился с 26-летней актрисой Лидией Федосеевой. Шукшин продолжительное время не мог решить, с какой из женщин жить, и поддерживал отношения с обеими. В конце концов он остался с Федосеевой. У них родились две дочери:
- Мария Васильевна Шукшина (род. 1967), актриса кино и дубляжа, телеведущая, заслуженная артистка РФ (2008).
- Ольга Васильевна Шукшина (род. 1968), актриса[12].

## Проблематика творчества
Герои книг и фильмов Шукшина — это русские люди советской деревни, простые труженики со своеобразными характерами, наблюдательные и острые на язык.
Один из его первых героев, Пашка Колокольников («Живёт такой парень») — деревенский шофёр, в жизни которого «есть место для подвига».
Некоторых из его героев можно назвать чудаками, людьми «не от мира сего» (рассказы «Микроскоп», «Чудик»). Другие персонажи прошли тяжёлое испытание заключением (рассказы «Начальник», «Сураз», «Приезжий», «Охота жить», повесть «Калина красная»).
В произведениях Шукшина дано лаконичное и ёмкое описание русской деревни, его творчество характеризует глубокое знание языка и деталей быта, на первый план в нём зачастую выходят глубокие нравственные проблемы, русские национальные и общечеловеческие ценности (рассказы «Охота жить», «Космос, нервная система и шмат сала», «Волки»).

## Отзывы
...Очень уважаю всё, что сделал Шукшин. Знал его близко, встречался с ним часто, беседовал, спорил, и мне особенно обидно сегодня, что так и не удалось сняться ни в одном из его фильмов. Зато на всю жизнь останусь их самым постоянным зрителем.— Владимир Высоцкий

Он жил без грима. Перед камерой — без грима. И на бумаге — без грима. Творил так, что подменить невозможно. И на экране, и в прозе. У него любой человек становился персонажем. Любой факт — фабулой. Любая эмоция — идеей... Как непросто жить просто. И как сложно писать просто. А за простотой — такая таинственная глубина!..— Елена Сазанович 
Вячеслав Пьецух характеризовал Шукшина «последним гением русской литературы» и так отзывался о его литературном таланте:

...из чего прорезался «Алёша Бесконвойный», первый русский рассказ о свободе личности, как получился «Танцующий Шива», олицетворённая нервная система нашей беспутной жизни, или «Беседы при ясной луне» — её странно-одушевлённая подоплёка... И ведь что любопытно: этого нельзя выдумать, нельзя пересказать с чьих-то слов, а можно только схватить в эфире и преобразовать в художественную прозу, пропустив через «чёрный ящик» своей души. Словом, не объяснить, «из какого сора» явился шукшинский мир, эта скрупулёзная анатомия русской жизни 1960-х и начала 1970-х годов, по которой грядущие поколения будут о нас судить.

## Фильмография

### Актёр
- 1956 — Убийцы — Оле Андресон, боксёр-швед
- 1957 — Тихий Дон — матрос за плетнём (в титрах не указан)
- 1958 — Два Фёдора — Фёдор-большой
- 1959 — Золотой эшелон — Андрей Низовцев
- 1960 — Простая история — Ванька Лыков
- 1960 — Из Лебяжьего сообщают — Пётр Ивлев, инструктор райкома
- 1961 — Алёнка — Степан Ревун
- 1961 — Когда деревья были большими — председатель колхоза
- 1961 — Мишка, Серёга и я — Геннадий Николаевич Козлов, классный руководитель
- 1962 — Мы, двое мужчин — Мишка Горлов, водитель грузовика ГАЗ-51
- 1964 — Какое оно, море? — матрос Жорка
- 1967 — Журналист — Евгений Сергеевич Карпачёв, журналист
- 1967 — Комиссар — Козырев, командир полка
- 1968 — Три дня Виктора Чернышёва — Кравченко
- 1968 — Мужской разговор — Николай Николаевич Ларионов, отец Саши
- 1969 — У озера — Василий Васильевич Черных, руководитель комбината
- 1969 — Эхо далёких снегов — Василий Лавров
- 1970 — Любовь Яровая — Роман Кошкин, комиссар подпольного ревкома
- 1970 — 1971 — Освобождение — маршал Иван Степанович Конев (фильмы 3, 4, 5)
- 1971 — Даурия — Василий Андреевич Улыбин, дядька Романа
- 1971 — Держись за облака — лётчик
- 1972 — Печки-лавочки — Иван Сергеевич Расторгуев
- 1973 — Калина красная — Егор  (Георгий Николаевич) Прокудин
- 1974 — Если хочешь быть счастливым — Владимир Андреевич Федотов, рабочий-передовик, герой репортажа Татьяны Родионовой
- 1974 — Прошу слова — Фёдор, местный драматург (озвучивание — Игорь Ефимов)
- 1974 — Они сражались за Родину — рядовой Пётр Федотович Лопахин, бронебойщик, первый номер расчета ПТРД-41, бывший шахтёр (дублёр — Юрий Соловьёв; озвучивание — Игорь Ефимов)

### Режиссёр
- 1960 — Из Лебяжьего сообщают (дипломная работа)
- 1964 — Живёт такой парень
- 1965 — Ваш сын и брат
- 1969 — Странные люди
- 1972 — Печки-лавочки
- 1973 — Калина красная

### Сценарист
- 1960 — Из Лебяжьего сообщают (дипломная работа)
- 1964 — Живёт такой парень
- 1965 — Ваш сын и брат
- 1969 — Ваня, ты как здесь? (телеспектакль)
- 1969 — Странные люди
- 1970 — Я пришёл дать вам волю (не снят)
- 1971 — Пришёл солдат с фронта
- 1972 — Печки-лавочки
- 1973 — Калина красная

## Экранизации произведений Шукшина
- 1966 — Одни (короткометражный)
- 1966 — Артист Федор Грай (короткометражный)
- 1971 — Конец Любавиных
- 1972 — Сапожки
- 1975 — Шире шаг, маэстро! (дипломный студенческий фильм Карена Шахназарова, снятый по одноимённому рассказу)
- 1977 — В профиль и анфас
- 1977 — Позови меня в даль светлую
- 1978 — Завьяловские чудики (киноальманах, снятый по рассказам «Капроновая ёлочка», «Билетик на второй сеанс», «Версия»)
- 1981 — Беседы при ясной луне (телевизионный спектакль)
- 1981 — Други игрищ и забав (короткометражный)
- 1982 — Праздники детства (по нескольким рассказам)
- 1987 — Свояки (по рассказу «Свояк Сергей Сергеевич»)
- 1988 — Ёлки-палки!
- 1988 — 1989 — Энергичные люди
- 1990 — Крепкий мужик (по мотивам рассказов «Крепкий мужик», «Верую!», «Сураз»)
- 2002 — Шукшинские рассказы (шесть новелл по рассказам)
- 2003 — А поутру они проснулись
- 2009 — Верую (по мотивам рассказов «Верую!», «Забуксовал», «Залётный»)
- 2014 — Охота жить (по мотивам рассказов «Билетик на второй сеанс», «Осень», «Охота жить»)
- 2019 — Жена мужа в Париж провожала (короткометражный)

## Литературные произведения

### Романы
- Любавины (1965, 1987)
- Я пришёл дать вам волю (1971)

### Повести
- «А поутру они проснулись» (1973—1974)[20]
- «Точка зрения»
- «Калина красная» (1973)

### Пьесы
- «Энергичные люди»
- «Бум бум» (1966)
- «До третьих петухов»

### Рассказы
- Алёша Бесконвойный (1973)
- Артист Фёдор Грай (1962)
- Беседы при ясной луне (1972)
- Беспалый (1972)
- Бессовестные (1970)
- Билетик на второй сеанс (1971)
- Боря (1973)
- В воскресенье мать-старушка (1967)
- В профиль и анфас (1967)
- Ванька Тепляшин (1973)
- Ваня, ты как здесь?! (1966)
- Версия (1973)
- Верую! (1971)
- Вечно недовольный Яковлев (1974)
- Владимир Семёныч из мягкой секции (1973)
- Внутреннее содержание (1967)
- Волки (1967)
- Воскресная тоска (1962)
- Выбираю деревню на жительство (1973)
- Вянет, пропадает (1967)
- Гена Пройдисвет (1973)
- Генерал Малафейкин (1972)
- Горе (1967)
- Гринька Малюгин (1963)
- Даёшь сердце! (1967)
- Далёкие зимние вечера (1963)
- Два письма (1967)
- Двое на телеге (1958)
- Дебил (1971)
- Демагоги (1962)
- Дождь на заре (1966)
- Други игрищ и забав (1974)
- Думы (1967)
- Дядя Ермолай (1971)
- Жена мужа в Париж провожала (1971)
- Жил человек (1974)
- Забуксовал (1973)
- Залётный (1970)
- Земляки (1968)
- Змеиный яд (1964)
- И разыгрались же кони в поле (1964)
- Из детских лет Ивана Попова (1968)
- Игнаха приехал (1963)
- Как Андрей Иванович Куринков, ювелир, получил 15 суток (1974)
- Как зайка летал на воздушных шариках (1972)
- Как мужик переправлял через реку волка, козу и капусту (1973)
- Как помирал старик (1967)
- Капроновая ёлочка (1966)
- Классный водитель (1962)
- Кляуза (1974)
- Коленчатые валы (1962)
- Космос, нервная система и шмат сала (1966)
- Крепкий мужик (1970)
- Критики (1964)
- Крыша над головой (1970)
- Кукушкины слёзки (1966)
- Лёля Селезнёва с факультета журналистики (1962)
- Лёнька (1962)
- Лёся (1971)
- Лида приехала (начало 1960-х)
- Мастер (1971)
- Материнское сердце (1969)
- Медик Володя (1972)
- Мечты (1973)
- Микроскоп (1969)
- Миль пардон, мадам! (1968)
- Мнение (1972)
- Мой зять украл машину дров! (1971)
- Мужик Дерябин (1974)
- На кладбище (1973)
- Наказ (1972)
- Начальник (1967)
- Непротивленец Макар Жеребцов (1969)
- Нечаянный выстрел (1966)
- Ноль-ноль целых (1971)
- Ночью в бойлерной (1974)
- Обида (1971)
- Одни (1963)
- Операция Ефима Пьяных (1970)
- Ораторский приём (1971)
- Осенью (1973)
- Охота жить (1967)
- Петька Краснов рассказывает... (1973)
- Петя (1970)
- Письмо (1971)
- Племянник главбуха (1961)
- Привет Сивому! (1974)
- Приезжий (1974)
- Постскриптум (1972)
- Правда (1961)
- Психопат (1973)
- Пьедестал (1973)
- «Раскас» (1967)
- Рыжий (1974)
- Сапожки (1970)
- Светлые души (1961)
- Свояк Сергей Сергеевич (1969)
- Сельские жители (1962)
- Сильные идут дальше (1970)
- Случай в ресторане (1967)
- Сны матери (1973)
- Солнце, старик и девушка (1963)
- Стенька Разин (1962)
- Стёпка (1964)
- Стёпкина любовь (1961)
- Страдания молодого Ваганова (1972)
- Срезал (1970)
- Суд (1969)
- Сураз (1970)
- Танцующий Шива (1972)
- Три грации (1973)
- Упорный (1973)
- Хахаль (1969)
- Хмырь (1971)
- Хозяин бани и огорода (1971)
- Чередниченко и цирк (1970)
- Чудик (1967)
- Чужие (1974)
- Шире шаг, маэстро! (1970)
- Штрихи к портрету (1973)
- Экзамен (1962)

### Сказки
- «До третьих петухов» (1974)

## Пластинки и радиоспектакли
- 1983 — Думу свою донести людям…: Василию Шукшину посвящается («Мелодия» M40-44875-78, 2LP, 1983)[21]

### Прижизненные издания
- Сельские жители: Рассказы (М.: Молодая гвардия, 1963)
- Живёт такой парень: Киносценарий (М.: Искусство, 1964)
- Любавины: Роман (М.: Советский писатель, 1965)
- Там, вдали: Рассказы, повесть (М.: Советский писатель, 1968)
- Земляки: Рассказы (М.: Советская Россия, 1970)
- Любавины: Роман в 2 частях (Петрозаводск: Карелия, 1972)
- Характеры: Рассказы (М.: Современник, 1973)

### Собрания сочинений
- Собрание сочинений: в 3 томах. — Элиста, 1996. — 5000 экз.; 1997. — 5000 экз.; 1998. — 5000 экз.
- Собрание сочинений: в 6 книгах. — М.: Надежда, 1998. — 10 000 экз.
- Собрание сочинений: в 5 томах. — Екатеринбург, 1994. — 60 000 экз.
- Собрание сочинений: в 6 томах. — М.: Молодая гвардия, 1992. — 180 000 экз., (вышли только 1-й и 2-й тома).
- Собрание сочинений: в 5 томах. — Бишкек, 1992. — 30 000 экз.
- Собрание сочинений: в 3 томах. — М.: Молодая гвардия, 1984—1985. — 150 000 экз.
- Избранные произведения: в 2 томах. — М.: Молодая гвардия, 1975. — 200 000 экз.; 1976. — 100 000 экз.
- Собрание сочинений: в 8 томах. — Барнаул, 2009. — 5000 экз. — ISBN 978-5-9749-0025-9.

## Премии и награды
Государственные награды:
- 1967 — Указом Президиума Верховного Совета СССР Василий Шукшин награждён орденом Трудового Красного Знамени.
- 1967 — Государственная премия РСФСР имени братьев Васильевых — за художественный фильм «Ваш сын и брат».
- 1969 — Заслуженный деятель искусств РСФСР (29 сентября 1969 года) — за заслуги в области советской кинематографии[22].
- 1971 — Государственная премия СССР — за исполнение роли в фильме режиссёра Сергея Аполлинариевича Герасимова «У озера».
- 1976 — Ленинская премия в области литературы, искусства и архитектуры — за творческие достижения последних лет в киноискусстве (посмертно)[23].

Другие награды, поощрения, премии и общественное признание:
- 1964 — фильм «Живёт такой парень» удостоен приза «За жизнерадостность, лиризм и оригинальное решение» по разделу художественных фильмов на Всесоюзном кинофестивале в Ленинграде.
- 1974 — «Калина красная» — Главная премия «За самобытный, яркий талант писателя, режиссёра и актёра» на Всесоюзном кинофестивале в Баку.

## Память

Мемориальная доска, Москва, улица Бочкова

Скульптура Егора Прокудина, героя фильма «Калина красная» в исполнении Василия Шукшина, на Алтае.

- Именем Шукшина названы улица и Театр драмы в Барнауле, гуманитарно-педагогический университет, центральная городская библиотека и привокзальная площадь в Бийске, библиотека в Кургане, библиотека, музей и школа в Сростках, библиотека в Сосновоборске.
- Также именем Василия Шукшина названы улицы в Воронеже, Новосибирске, Омске, Прокопьевске, Ставрополе, Горно-Алтайске (также переулок), Минусинске, Ижевске и ряде других городов России. Также улица В. Шукшина есть в Славгороде (Беларусь), Алма-Ате и Астане (Казахстан), Ковеле, Севастополе и Хмельницком (Украина).
- С 1976 года на его родине, в селе Сростки, проводятся Шукшинские чтения (Шукшинские дни). Здесь же создан Всероссийский мемориальный музей-заповедник В. М. Шукшина.
- Теплоход «Дунай», на борту которого скончался Шукшин, планировалось переоборудовать в его музей, однако этого не произошло: ходившее до середины 1990-х судно в круизные рейсы в 2011—2012 годах было перестроено в плавучий ресторан, получило новое название («Александр Блок») и ошвартовано в Москве[24].
- В 1978 году в Советское Дунайское государственное пароходство был передан новый, головной в серии, контейнеровоз-пакетовоз «Василий Шукшин»[25]. 6 апреля 2012 года отправленный на утилизацию теплоход затонул в акватории Николаевского судостроительного завода[26].
- В составе флота Северо-Западного Пароходства (Санкт-Петербург) эксплуатируется сухогруз «Василий Шукшин» (по состоянию на 2010 год)[27].
- Ранее в Западно-Сибирском пароходстве был пассажирский теплоход типа ВТУ, также носивший название «Василий Шукшин».
- В 2002 году буксиру-толкачу РТ-723 Западно-Сибирского речного пароходства было присвоено название «Василий Шукшин».
- 25 июля 1989 года, в день 60-летия со дня рождения Шукшина, в Барнауле на улице Юрина был открыт памятник (скульпторы Николай Звонков и Михаил Кульгачёв, архитекторы Василий Рублёв и Сергей Боженко)[28][29].
- В апреле 2002 года на территорию главного здания музея Василия Макаровчиа Шукшина в селе Сростки перенесена скульптура Василия Макаровича Шукшина (скульптор Вячеслав Михайлович Клыков), которая первоначально была получена в дар от Художественного фонда СССР в 1985 году и являлась элементом экспозиции Дома-музея матери Василия Макаровича Шукшина, М. С. Куксиной[29].
- 25 июля 2004 года, в день 75-летия со дня рождения Ва Макров Шукшина, был открыт памятник на горе Пикет (или Поклон-горе-Бикет). Открытие памятника работы скульптора В. М. Клыкова прошло в рамках 28-х «Шукшинских чтений», ежегодно проводимых в этом месте[29].
- Монетным двором Германии по заказу Алтайского отделения Сбербанка России отчеканена монета для вручения почётным гостям торжеств, посвящённых 80-летию со дня рождения Шукшина. Эмитент — государство Малави, номинал — 50 малавийских квач[30].

Памятник героям фильма «Они сражались за Родину»

- Управлением Алтайского края по культуре и архивному делу учреждена Шукшинская литературная премия Губернатора Алтайского края[31].
- 1 сентября 2009 года у входа во ВГИК был открыт памятник трём его известным выпускникам — Василию Шукшину, Андрею Тарковскому и Геннадию Шпаликову. Автор памятника — скульптор Алексей Благовестнов. Тарковский и Шукшин учились на одном курсе и, по воспоминаниям их наставника М. И. Ромма, недолюбливали друг друга, — Тарковский считал Шукшина завистливым, злобным и бесталанным человеком, но публично его никогда не обличал, напротив, на публике всегда всячески поддерживал, хотя после выхода в прокат фильма «Калина красная» заметил, что «о русском народе Шукшин рассказал сказочку»[32][33].
- В Москве, на улице Бочкова на доме № 5, где в последние годы жил В. М. Шукшин, установлена памятная мемориальная доска.
- Образ Василия Шукшина увековечен в скульптурной композиции «Они сражались за Родину» по мотивам одноимённого фильма, установленной перед зданием Министерства обороны России на Фрунзенской набережной 30 ноября 2016 года[34].
- Именем режиссёра назван борт VP-BAY «Аэрофлота» модели Airbus A321-211[35][36].
- 17 октября 2018 года в Калуге, на здании заводоуправления Калужского турбинного завода по ул. Московская 241 открыта памятная мемориальная доска в честь писателя, режиссёра и актёра Василия Шукшина. В 1947—1948 годах Шукшин работал тут на строительстве цеха турбомеханизмов в должности слесаря-такелажника[37][38].
- В Воронеже в честь Шукшина назван сквер и установлен памятник[39].
- В Новосибирске в честь Шукшина названа аллея и установлен памятник[40].
- В селе Мордыш Суздальского района Владимирской области в 2014 году установлен памятный знак на месте съёмок фильма «Странные люди» Василия Шукшина.
- Присутствует в модификации The New order:Last Days of Europe на Стратегию Hearts of Iron 4. Если он сможет воссоединить Россию, то станет президентом Российской Федерации[41][42].

#### Песни, музыкальные произведения
- Владимир Высоцкий написал песню «Памяти Василия Шукшина»[43].
- Песня «Посвящение (Василию Шукшину)»[44], (сл. Анатолий Поперечный, муз. Евгений Птичкин). Песню исполняли Ольга Воронец[45], Людмила Зыкина[46], София Ротару.

В 1975 году советским и российским дирижёром и композитором Евгением Светлановым создана симфоническая поэма «Калина красная».

#### Документальные фильмы и телепередачи
- 1988 — Песня, знакомая с детства (Главная редакция народного творчества Центрального телевидения)
- 2009 — «Василий Шукшин. „Позови меня в даль светлую“» («Первый канал»)[47]
- 2014 — «Василий Шукшин. „Самородок“» («Первый канал»)[48][49]
- 2018 — «Не похожий на всех Василий Шукшин» («Мир»)[50]
- 2019 — «Василий Шукшин. „Душе нужен праздник“» («Первый канал»)[51][52]
- 2019 — «Василий Шукшин. „Правду знаю только я“» («ТВ Центр»)[53]
- 2019 — «Василий Шукшин. „Комплекс провинциала“» («ТВ Центр»)[54]
- 2019 — «Женщины Василия Шукшина» («ТВ Центр»)[55]
- 2020 — «„Калина красная“: песня заблудшей души» («Мир»)[56]
- 2021 — «Василий Шукшин. „Последний день“» («Звезда»)[57]
- 2021 — «Монета страны Малави» (реж. Алексей Федорченко)[58]

### Статьи о Шукшине
11 июля 2024 года в «Алтайской правде» вышла статья дагестанского краеведа и публициста Сулеймана Магомедова «Василий Шукшин в коллекционировании».